# 食を料理する
『食を料理する－哲学的考察』は、松永澄夫によって著された哲学書である。2003年に刊行、さらに2020年に増補版が、それぞれ東信堂から出版された。
本書の第12章の一部は、高等学校国語の教科書に掲載され、教材として用いられている（『国語総合』数研出版）。

## 構成
はしがき
第1章　食べる時間・生きる時間
第2章　食と呼吸
第3章　食物の安定的入手―三つの方向―
第4章　味覚の特性
第5章　味の濃淡
第6章　味を分類するとは
第7章　基本味という考え
第8章　美味しさと二つの欲求
第9章　食のメッセージ
第10章　衣食住と言うときの食の位置
第11章　食をめぐる諸問題
第12章　浪費される食
第13章　食事の時間
第14章　食の考察から経験の構造全体の考察へ
あとがき

## 内容
食べるという人間の基本的な営みを切り口に、人間存在の有りようを多面的に論じた。人間は生きるためには他の生命体である食べ物を間歇的に摂取しなければならないこと、その食べ物の調達を他の人々に頼れること、食べ物のさまざまな入手仕方を開発し、保存や調理を試み、所有の観念をもつことなどを確認しつつ、おおよそ以下の事柄を考察した。
人間がまずは生物であり、その中の動物であるとはどういうことかについて。適切な食べ物を探すための知覚と行動、味覚や欲求の論理。人間集団における政治と経済の立ちあがり。食が発するさまざまなメッセージ。現代における食をめぐる問題のさまざま。生活に枠組みを与えるという食の位置。考察の途上の随所で、哲学史上、認識論において問題にされてきたさまざまな論点をも扱った。